# Roanoke Rapids
Roanoke Rapids is een plaats (city) in de Amerikaanse staat North Carolina, en valt bestuurlijk gezien onder Halifax County.

## Demografie
Bij de volkstelling in 2000 werd het aantal inwoners vastgesteld op 16.957.
In 2006 is het aantal inwoners door het United States Census Bureau geschat op 16.505, een daling van 452 (-2.7%).

## Geografie
Volgens het United States Census Bureau beslaat de plaats een oppervlakte van
20,4 km², waarvan 20,3 km² land en 0,1 km² water. Roanoke Rapids ligt op ongeveer 44 m boven zeeniveau.

## Geboren
- George Grizzard (1928-2007), acteur

## Plaatsen in de nabije omgeving
De onderstaande figuur toont nabijgelegen plaatsen in een straal van 12 km rond Roanoke Rapids.